# ألبرت والدن
ألبرت والدن (بالإنجليزية: Ebenezer Walden)‏ هو سياسي أمريكي، ولد في 1777 في ماساتشوستس في الولايات المتحدة، وتوفي في 10 نوفمبر 1857 في الولايات المتحدة. حزبياً، نشط في حزب اليمين. وقد انتخب عضو جمعية ولاية نيويورك.